# (2004) Lexell
(2004) Lexell es un asteroide que forma parte del cinturón de asteroides y fue descubierto por Nikolái Stepánovich Chernyj desde el Observatorio Astrofísico de Crimea, en Naúchni, el 22 de septiembre de 1973.

## Designación y nombre
Lexell recibió al principio la designación de 1973 SV2.
Más adelante se nombró en honor del astrónomo ruso de origen sueco Anders Johan Lexell (1740-1784).

## Características orbitales
Lexell está situado a una distancia media de 2,172 ua del Sol, pudiendo alejarse hasta 2,344 ua y acercarse hasta 2 ua. Su inclinación orbital es 2,498 grados y la excentricidad 0,07919. Emplea 1169 días en completar una órbita alrededor del Sol.

## Características físicas
La magnitud absoluta de Lexell es 12,7 y el periodo de rotación de 5,443 horas.